# Ernst von Grossi

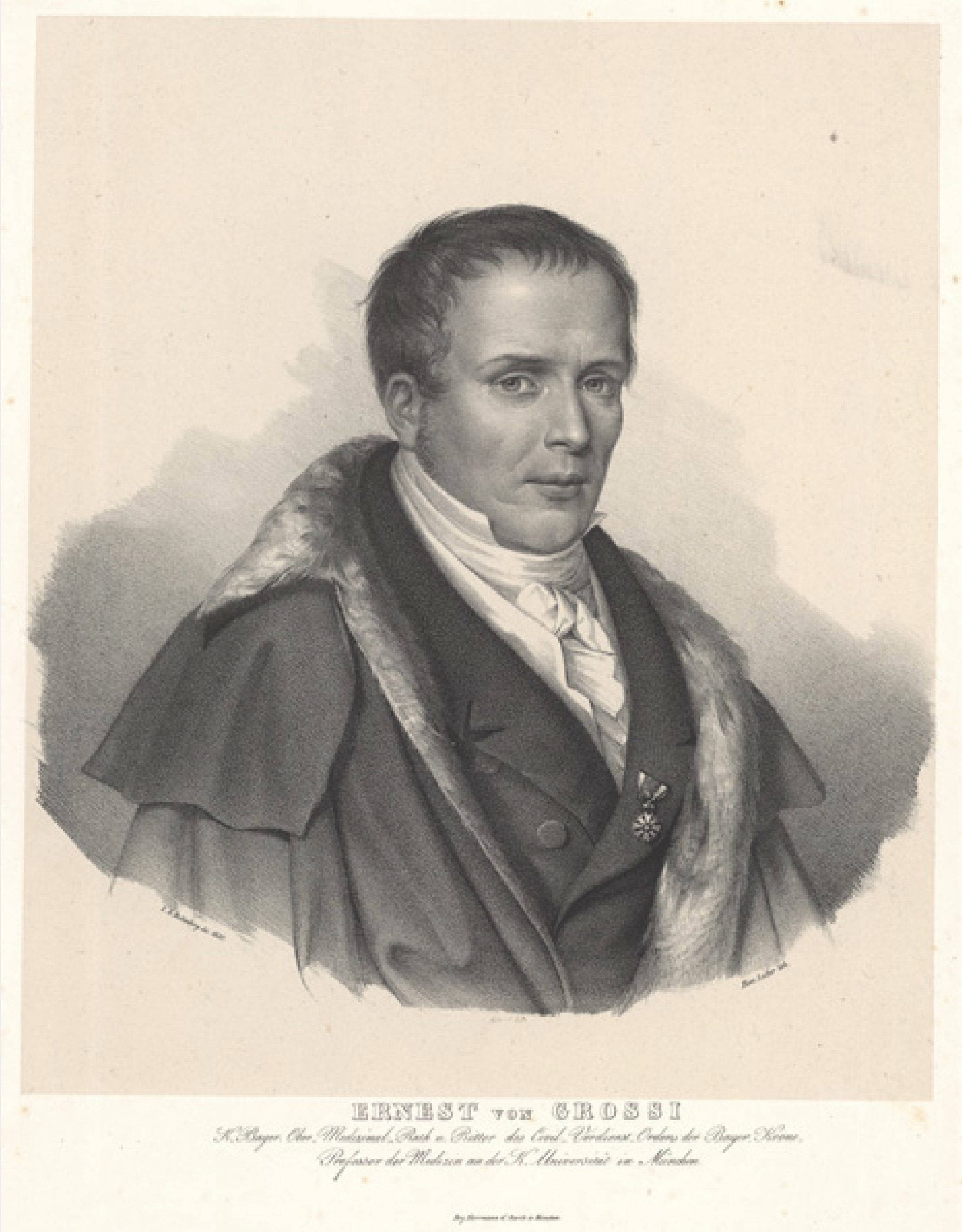
Ernst von Grossi auf einer Lithographie von Roman Leitner, 1830

Ernst von Grossi (auch Ernest von Grossi; * 21. Juli 1782 in Passau; † 29. Dezember 1829 in München) war ein deutscher Mediziner, Arzt und Hochschullehrer. Er war unter anderem Professor der Allgemeinen Pathologie in München.

## Leben
Ernst von Grossi war der Sohn des Italieners Joseph Anton von Grossi († 29. April 1808 in Passau), Geheimer Rat und Leibarzt des Fürstbischofs Leopold Ernst von Firmian, und dessen Ehefrau Aloysia von Grossi, Tochter des Joseph Anton Sambuga. Sein Bruder Leopold, der elf Monate älter war, starb im Alter von vier Jahren; außerdem hatte er noch zwei Schwestern.
Ernst von Grossi absolvierte seine Gymnasial-Studien am Episcopale et Academicum Gymnasium in Passau unter anderem bei den Lehrern Joachim Thomas Schuhbauer (1743–1812) und Josef Millbiller (1753–1816). 1797 begann er ein Medizin-Studium an der Universität Wien und hörte Vorlesungen bei Johann Peter Frank und Anton von Störck. Im August 1801 bestand er das medizinische Examen rigorosum und am 22. Dezember 1801 wurde ihm der Doktorgrad zuerkannt. Er praktizierte anschließend als zweiter Ordinarius am Krankenhaus Passau, bis das Bistum 1803 säkularisiert wurde. Zur weiteren Ausbildung ging er dann nach Halle, Berlin und Paris, den Plan hierzu entwarf Johann Jakob Hartenkeil, ein Freund seines Vaters. In Halle hatte er Kontakt zu den Professoren der medizinischen Fakultät Johann Christian Reil, Kurt Sprengel und Justus Christian Loder und er studierte die Meckelsche Sammlung, die er durch das Studium der Sammlung von Johann Gottlieb Walter in Berlin erweiterte.
1804 brach er die Reise in Halle ab, weil er durch Dekret vom 2. Juli 1804 von Ferdinand III. zum Professor der Anatomie und Physiologie, der Pathologie und allgemeinen Therapie an der Universität Salzburg ernannt wurde und hierbei auch Mitglied des Medizinalrates werden sollte; die Rückreise erfolgte über die Universität Göttingen sowie für kurze Zeit über Berlin.
Nachdem Salzburg 1806 unter österreichische Herrschaft gekommen war, ging er als praktischer Arzt zur Unterstützung seines Vaters nach Passau zurück und wurde dort zum Hofrat und Spitalarzt ernannt. 1808 erhielt er eine Anstellung als Kreismedizinalrat bei dem General-Kommissariat des Unterdonaukreises. Aufgrund des Krieges erlangte er viele praktische Erfahrungen im Passauer französischen Militärhospital, das im Schloss Freudenhain eingerichtet worden war.
Im Dezember 1809 erfolgte seine Berufung als Professor der Therapie in die Klinik der chirurgischen Schule in München, er schied 1814 bereits wieder aus dem Amt aus, blieb jedoch in München und beschäftigte sich mit dem Betrieb seiner Praxis und seinen Studien. 1817 wurde er als fünfter Obermedizinalrat Mitglied des Obermedizinalkollegiums, das für die Organisation des gesamten Sanitätswesen Bayerns zuständig war.
1824 übernahm er, nach der Auflösung des Kollegiums, nochmals eine Lehrstelle als Professor der allgemeinen Pathologie und Therapie und Semiotik an der medizinisch-chirurgischen Anstalt, dazu wurde er mit der Bildung und Übernahme eines allgemeinen Krankenhauses beauftragt, das er mit Johann Nepomuk von Ringseis leitete.
Im Jahr 1826 führte er eine wissenschaftliche Reise nach Frankreich, Spanien, Portugal und England durch. In Paris besuchte er die Vorlesungen von Henri Marie Ducrotay de Blainville und dem Dermatologen Laurent Theodore Biett (1781–1840); er nahm auch an der Sitzung der Akademie der Wissenschaften, auf dem Ehrenplatz für fremde Gelehrte, teil. Von dort aus unternahm er eine Seereise entlang der Küste Portugals und kehrte über London nach München zurück. Nach seiner Rückkehr trat er die klinische Professur an der von Landshut nach München verlegten Universität an. Aufgrund einer falsch behandelten Brustfellentzündung starb er bereits im Alter von 47 Jahren.
Ihm zu Ehren wurde, angeregt von seinen Schülern, an seinem Geburtstag 1831 eine Büste im Garten des allgemeinen Krankenhauses aufgestellt.
Er war von 1804 bis 1817 Mitarbeiter an der Medicinisch-chirurgischen Zeitung die Johann Jakob Hartenkeil herausgab und verfasste hierfür verschiedene Aufsätze. Er hatte auch einen großen Anteil an der Bearbeitung des Arzneibuches Pharmacopoea Bavarica Iussu Regio Edita und übersetzte aus dem italienischen Paul Assalini: Taschenbuch für Wundärzte und Aerzte bei Armeen.
Im Jahr 1805 heiratete er Lina von Huéb, mit der er ein gemeinsames Kind hatte, das bereits kurz nach der Geburt starb.

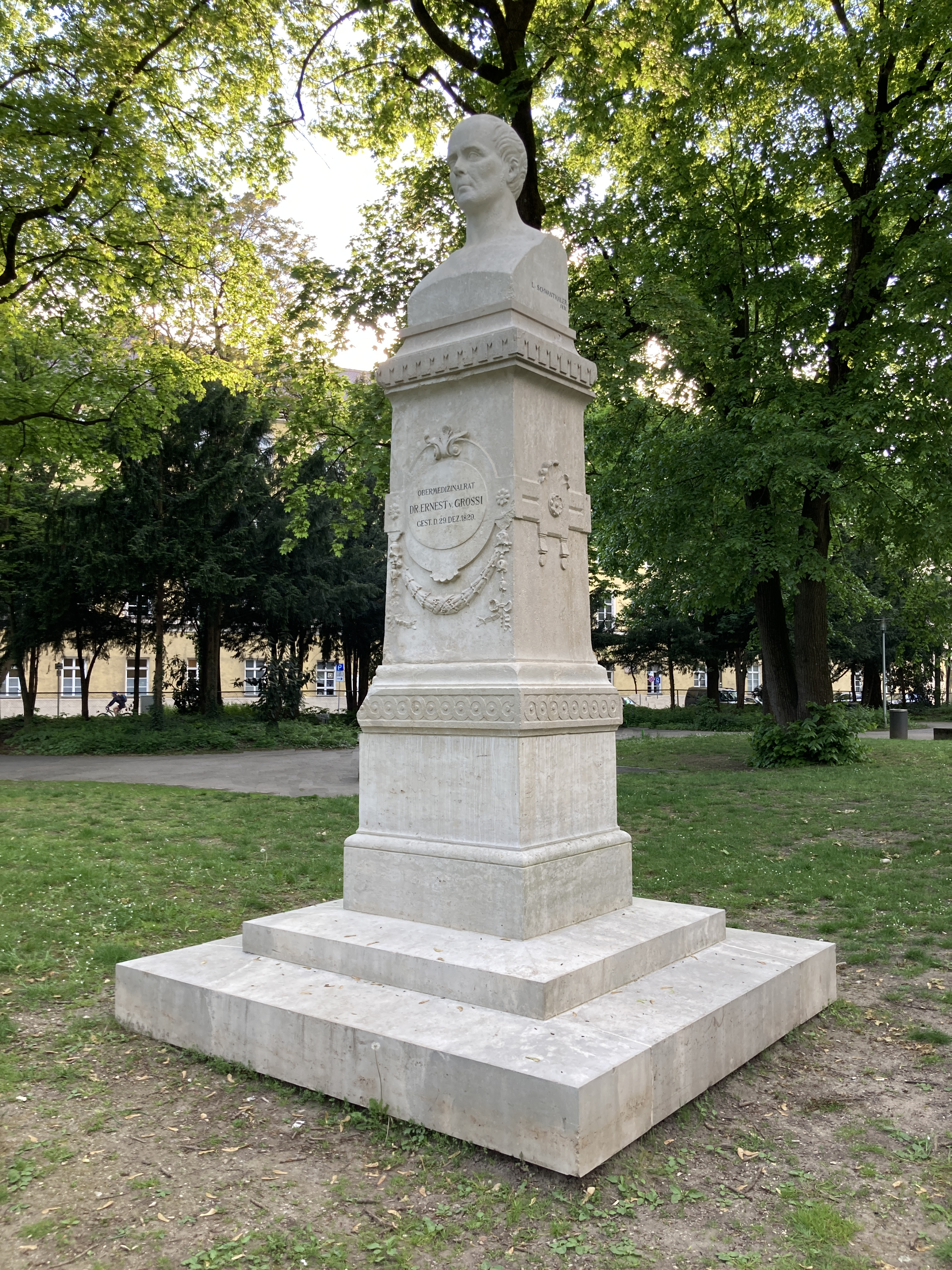
Denkmal für Ernest von Grossi, 1831; Büste auf Sockel von Ludwig Schwanthaler im Nußbaumpark, München (Foto: 2024)

## Ehrungen
Er erhielt vom König Maximilian I. Joseph als Ritter den Zivilverdienstorden als Anerkennung für seine Verdienste.

## Mitgliedschaften
Er war Mitglied der Bayerischen Akademie der Wissenschaften.

## Schriften (Auswahl)
- Versuch einer allgemeinen Krankheitslehre. München 1811.
- Beurtheilung des Handbuches der allgemeinen Pathologie von Kurt Sprengel: Nach d. 3. Aufl. München 1813.
- Paolo Assalini; Ernst von Grossi: Taschenbuch für Wundärzte und Ärzte bey Armeen. München 1816.
- Ignaz Döllinger; Ignace d’Escuyer; Ernst von Grossi: Ignatius Doellinger, ad disputationem publicam praeside Ernesto Grossi, pro summis in medicina, chirurgia et arte obstetricia honoribus, rite obtinendis, a Ignatio d’Escuyer, Fryburgensi, Helvetio. die XXII. Augusti MDCCCXXVII. habendam invitat. Monachi: F. S. Hübschmann, 1827.
- Andreas Röschlaub; Ernst von Grossi; Pierre-Joseph Farvagnié: Andreas Roeschlaub, ad disputationem publicam praeside Ernesto Grossi a Petro Aloysio Farvagnie, Friburgensi, Helvetio die IV. Januarii MDCCCXXVIII. habendam invitat. Monachi: C. Wolf, 1828.
- Ernst Grossi; Franz Pruner; Sebastian Fischer: Ernesti de Grossi Opera Medica Posthuma: Curantibus Sebast. Fischer et Franz Pruner Stuttgart 1831.